# Сэрцэ-Дынгыль
Сэрцэ-Дынгыль (Сарца Денгель, геэз ሠርፀ ድንግል, букв. «Отрасль Девы»), тронное имя — Малак-Сагад (1550 — 4 октября 1597) — царь Абиссинии с 1563 года.
Сэрцэ-Дынгыль вступил на престол в возрасте тринадцати лет, после отца своего Минаса (Адмас-Сагада). Первые годы ему пришлось отстаивать свою власть против различных претендентов и недовольных, причём он даже должен был скрываться ибо за его голову недоброжелателями была даже назначена награда.
Одолев врагов, он в течение почти всего царствования вел войны и залечивал раны, нанесённые стране нашествиями и междоусобицами. Сэрцэ-Дынгыль усмирил галла, совершавших постоянные набеги, сокрушил могущество мавров, осевших в прибрежных юго-восточных провинциях страны, разбил турок, отрезавших Абиссинию от моря в Массауа, что, согласно «ЭСБЕ», произошло: «вследствие неумелости и нечестности губернатора этой области Исаака, не желавшего извлекать коммерческие выгоды из приморского положения провинции и отдавшего их исполу туркам, которые стали здесь твердой ногой».
Сэрцэ-Дынгыль разбил турецкие войска, несмотря на их значительное военное превосходство; отбитые у них орудия послужили началом абиссинской артиллерии.
Затем он в два похода усмирил восстание эфиопских евреев, присоединил отпавшую область Энарею и распространил там христианство.
Сэрцэ-Дынгыль умер 4 октября 1597 года во время похода в Дамот против миграционного нашествия галла. Он был погребен в церкви на острове Рема (озеро Цана).
В конце XIX — начале XX века на страницах Энциклопедического словаря Брокгауза и Ефрона была опубликована следующая характеристика данная этому правителю: «С редкой энергией и государственным умом он соединял таланты полководца, благородство души и искреннее христианское смирение».
Хроника царя в девяти книгах (за вероятным авторством монаха Бахрея) составляет часть большой летописи, собранной в 1785 году и находящейся в списках в Лондоне и Париже.